# 高橋恭男
高橋 恭男（たかはし やすお、1921年（大正10年）3月18日 - 2019年（平成31年）2月3日）は、昭和後期から平成期の政治家。長野県大町市長。

## 来歴
長野県北安曇郡社村（現大町市）で、高橋忠雄、まさと の二男として生まれた。1953年（昭和28年）3月、政治大学校政治学部を卒業。1955年（昭和30年）4月、大町市議会議員（1期）、1959年（昭和34年）4月、長野県議会議員に当選し5期在任。
1978年（昭和53年）7月、大町市長選挙に当選し、1990年（平成2年）7月まで3期務めた。在任中は市立大町総合病院の増築竣工、大町市社会会館や大町エネルギー博物館開設、衛生センター汚泥浄化施設の整備などに当たった。1990年の市長選で落選した。
また、長野地方労働委員、長野県労働金庫理事長を経て、長野県の労働教育・観光・中小企業・国民保険・社会福祉・職業安定・民生児童委員・総合開発等の各審議会長を務め、大町市農業委員会委員長、自治体病院振興議員連盟会長、勤労者休養施設協議会長、大町市土地改良区理事長などを歴任した。日本社会党長野総支部長。

## 栄典
- 1978年（昭和53年）藍綬褒章[3]
- 1992年（平成3年）勲三等瑞宝章[3]

## 著作
- 『７００００００００：中国30日の旅』長野県農村文化協会、1966年。
- 『北アルプス一番街：市長の記録』市長の記録出版の会、1989年。

## 親族
- 二男 牛越徹（大町市長）[1]